# 1999 en informatique
1998 en informatique - 1999 - 2000 en informatique
Cet article présente les principaux évènements de 1999 dans le domaine informatique.

## Événements
31 août : Sortie du GeForce 256 de NVIDIA, le tout premier GPU au monde

### Amérique du Nord
- Création d'Asterisk par un étudiant de l'université d'Auburn (États-Unis - Alabama).
- Sortie du logiciel iMovie, d'Apple, logiciel de montage vidéo.
- Septembre 1999 : Fondation du Common Vulnerabilities and Exposures, dictionnaire répertoriant les vulnérabilité informatique.

### Europe
Fondation d'OVH, devenu OVHcloud, entreprise française spécialisée dans les services de cloud computing (informatique en nuage).
- Basculement des systèmes de trésorerie des entreprises et des marchés financiers à l'euro.
- Lancement du site Winamax.
- 3 février : Y2K : Installation à Bercy par le Premier Ministre du Comité national pour le passage à l'an 2000. La première réunion était consacrée à l’état de préparation de grands services publics ou privés (SNCF, La Poste, France Télécom, Gaz de France, Vivendi, EDF, Aéroports de Paris…) ;
- 1er octobre : Fujitsu conclut une alliance limitée à l'Europe avec Siemens et crée Fujitsu Siemens Computers, une coentreprise détenue à concurrence de 50/50 par Siemens AG et Fujitsu Limited, pour produire des ordinateurs personnels et portables ainsi que des serveurs.

## Standards
- Publication de la première recommandation Resource Description Framework (RDF) par le W3C. Ce modèle abstrait vise à définir un réseau de métadonnées adapté au Web. RDF accepte une expression XML.